# Карл Буреш
Карл Буреш (нім. Karl Buresch; 12 жовтня 1878, Грос-Енцерсдорф, Нижня Австрія — 16 вересня 1936, Відень) — австрійський адвокат, політик і Федеральний канцлер Австрії.

## Освіта
Буреш закінчив початкову школу у Грос-Енцерсдорфі та середню школу в Деблінгу. Після здобуття кваліфікації юриста у Віденському університеті 1901 року Буреш працював у адвокатській конторі у рідному місті.

## Політична кар'єра
У 1912 році він став членом муніципальної ради Грос-Енцерсдорфу, а у 1916 році — міським головою (займав пост мера до 1919 року). У 1919 стає членом національної конституційної асамблеї (нім. Mitglied der Konstituierenden Nationalversammlung). Упродовж 1920-их та на початку 1930-их років він був депутатом Національних зборів Австрії (1920 — 1934), губернатором (нім. Landeshauptmann) Нижньої Австрії (1922 — 1931 та 1932 — 1933), а також головою Християнської соціалістичної фракції.
Внаслідок краху найбільшого австрійського банку («Creditanstalt») у липні 1931 року та нестабільності національної валюти в Австрії розпалилась політична боротьба. В результаті Буреш виборов пост федерального канцлера у боротьбі з колишніми канцлерами Отто Ендером та Ігнацом Зайпелем.
Його врядування відзначилось зростанням жорсткіших методів ведення політики та економіки країни.
До самої своєї смерті 1936 року Буреш обіймав посаду міністра фінансів.